# Antananarivo

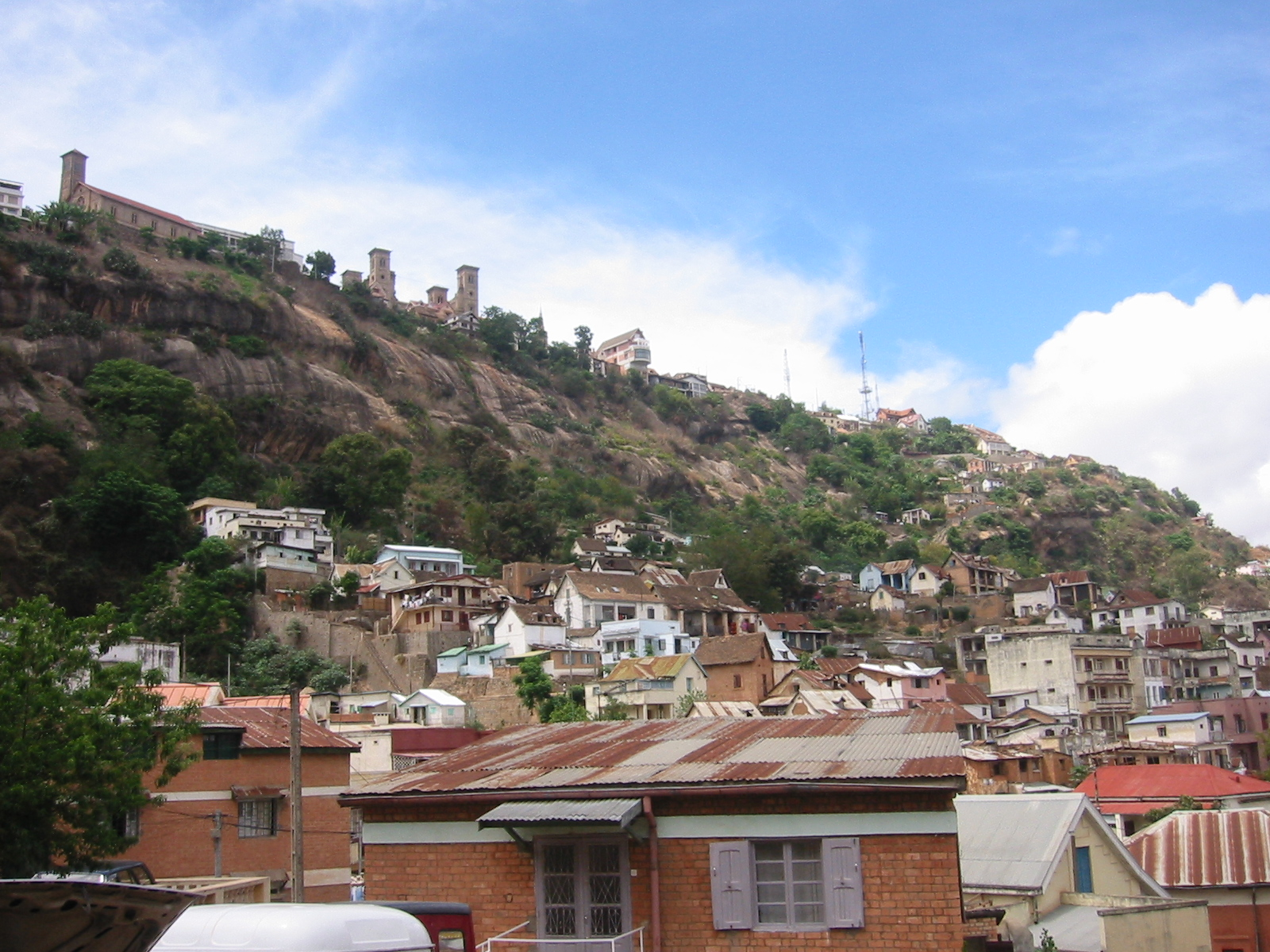
Rova-Palast

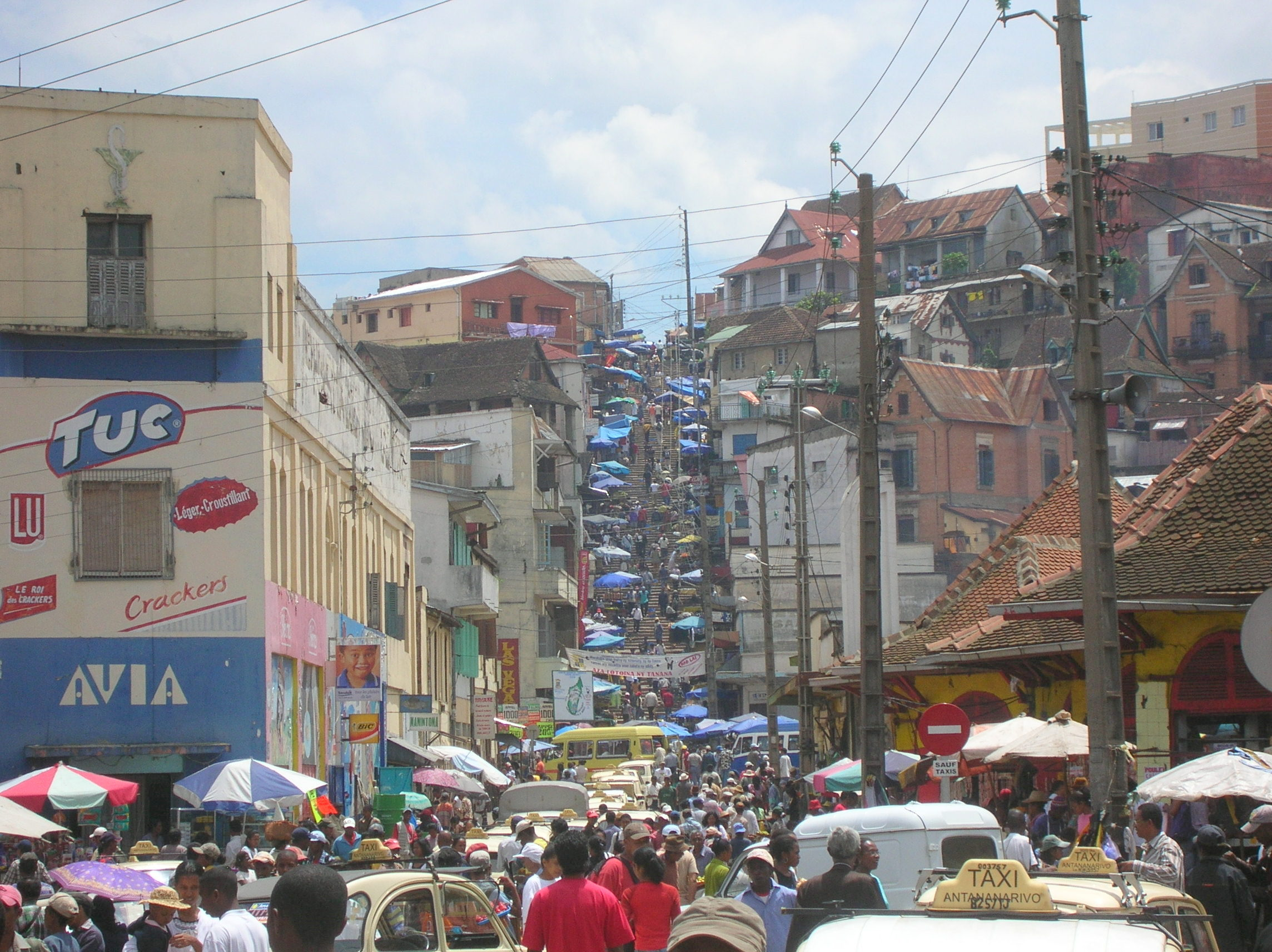
Straßenzug mit Treppen

Antananarivo ([antananaˈriːvu], abgekürzt Tana, früher auch Tananarive) ist die Hauptstadt und mit 1.274.225 Einwohnern (2018) auch die mit Abstand größte Stadt Madagaskars. Die Agglomeration kommt auf knapp 3 Millionen Einwohner. Die Stadt ist auch Verwaltungssitz der Provinz Antananarivo und liegt auf einer Höhe von bis zu 1435 m über dem Meeresspiegel im zentralen Bergland der Insel.
Antananarivo ist sowohl geographischer und administrativer als auch industrieller Mittelpunkt des Landes.

## Geschichte
Der Ort wurde etwa 1625 gegründet. Der Name bedeutet Die Stadt der Tausend. 1797 wurde sie die Hauptstadt der Merina-Könige.
Die Eroberungen von König Radama I. machten Antananarivo zur Hauptstadt von beinahe ganz Madagaskar. 1895 wurde die Stadt von Frankreich besetzt und in ihr Protektorat Madagaskar eingegliedert. Während der Kolonialzeit und noch kurz nach der Unabhängigkeit der Insel führte die Stadt den Namen Tananarive.

## Bevölkerung
Die Einwohnerzahl der Agglomeration Antananarivo wuchs laut Zahlen der Vereinten Nationen von 177.000 im Jahre 1950 auf 2,9 Millionen im Jahre 2017 an.
Bevölkerungsentwicklung der Agglomeration laut UN
| Jahr | Einwohnerzahl |
| ---- | ------------- |
| 1950 | 177.000       |
| 1960 | 252.000       |
| 1970 | 363.000       |
| 1980 | 580.000       |
| 1990 | 948.000       |
| 2000 | 1.361.000     |
| 2010 | 2.021.000     |
| 2017 | 2.904.000     |

## Politik
Die Stadt ist in sechs Arrondissements gegliedert.
Bürgermeister war ab 12. September 2007 Andry Rajoelina, der mit 63,32 % der Stimmen gewählt worden war. Nach Unruhen in der Stadt im Januar 2009 forderte dieser den Staatspräsidenten Marc Ravalomanana zum Rücktritt auf; am 3. Februar 2009 wurde Ravalomanana von der Regierung abgesetzt und Rajoelina sein interimistischer Nachfolger.

## Wirtschaft
Die Wirtschaft stützt sich auf die Produktion von Nahrungsmitteln und Textilien. Antananarivo ist das Verwaltungs-, Kommunikations- und Wirtschaftszentrum Madagaskars.

## Verkehr
Am nördlichen Stadtrand befindet sich der internationale Flughafen Antananarivo (Ivato).
Um den öffentlichen Personennahverkehr zu verbessern, sollte die alte Stadtbahn von Tana mit Materialspenden aus der Schweiz reaktiviert werden. Auf einem 25 Kilometer langen Schmalspurnetz sollten alte Züge der Zürcher Forchbahn und anderer Schweizer Privatbahnen verkehren. Das Vorhaben wurde jedoch nie umgesetzt und die Waggons aus der Schweiz stehen seit Jahren rostend in Antananarivo.

## Bildung
Die Stadt ist Sitz der Université d’Antananarivo und des Collège Rural d’Ambatobe. Das Goethe-Institut verfügt über eine Bibliothek mit dem Themenschwerpunkt Madagaskar. Auch andere ausländische Institute wie zum Beispiel die Alliance Française und verschiedene internationale Hilfsorganisationen haben hier ihren Sitz.

## Sehenswürdigkeiten
- Der alte Königspalast Rova (nach dem Brand von 1995 äußerlich wieder aufgebaut).
- Im Zoo Tsimbazaza können Lemuren und andere endemische Tierarten besichtigt werden. 20 km südwestlich liegt der Parc de lémuriens à Madagascar.
- Der Zoma (Freitagsmarkt), der früher jeden Freitag zur Lahmlegung der Innenstadt führte, wurde Mitte der 1990er Jahre auf mehrere Stadtbezirke aufgeteilt. Auf den Märkten kann praktisch alles gekauft werden, was die Insel an Waren bietet, zum Beispiel grüner Pfeffer, Vanille, Heilkräuter der Ombiasy, Kunstgewerbe oder Edelsteine.
- Das 2008 eröffnete Piratenmuseum erzählt die Geschichte der Piraten und jener von Madagaskar, die dort einst die Piratenrepublik Libertalia geschaffen haben.

## Sonstiges
1962 begrüßte der damalige Deutsche Bundespräsident Heinrich Lübke auf einer Afrikareise in der damals noch Tananarive genannten Stadt das Präsidentenpaar Tsiranana mit den Worten: „Sehr geehrter Herr Präsident, sehr geehrte Frau Tananarive!“
Nach einer im Jahre 2008 vom Magazin Forbes veröffentlichten Liste der ungesündesten Städte der Welt lag Antananarivo seinerzeit auf Platz drei.

## Städtepartnerschaften
Nizza in Frankreich und Armeniens Hauptstadt Jerewan sind Partnerstädte.

## Söhne und Töchter der Stadt
- Hilda Sikora (1889–1974), Mikrobiologin und Zeichnerin
- Jean-Joseph Rabearivelo (1901–1937), Schriftsteller und Übersetzer
- Gabriel Ramanantsoa (1906–1979), Präsident und Premierminister von Madagaskar 1972–1975
- Claude Simon (1913–2005), französischer Schriftsteller und Literaturnobelpreisträger
- Raymond Razakarinvony (* 1927), römisch-katholischer Altbischof von Miarinarivo
- Guy Razanamasy (1928–2011), Politiker
- Gisèle Rabesahala (1929–2011), Politikerin und Aktivistin
- Richard Ratsimandrava (1931–1975), im Februar 1975 Präsident von Madagaskar
- Pascal Rakotomavo (1934–2010), Politiker
- Raymond Ranjeva (* 1942), Jurist und Vizepräsident des Internationalen Gerichtshofes
- Marie-Paule Pileni (* 1945), französische Physikochemikerin
- Charles Rabemananjara (* 1947), Premierminister von Madagaskar von 2007 bis 2009
- Yves Oppenheim (1948–2022), französischer Maler
- Jean-Paul Randriamanana (1950–2011), Geistlicher und römisch-katholischer Bischof
- Appolite Ramaroson Rarison (* 1951), Vizeadmiral und eintägiger Präsident von Madagaskar
- Philippe Jeantot (* 1952), französischer Tiefseetaucher
- Hantanirina Rasamimanana (* 1954), madagassische Tierärztin
- Philippe Eidel (1956–2018), französischer Musikproduzent, Regisseur und Komponist
- Tony Rabeson (* 1958), Jazz-Schlagzeuger
- D’Gary (* 1961 als Ernest Randrianasolo), Gitarrist
- Renaud Gensane (* 1988), Jazzmusiker

### Sportler
- Alain Serpaggi (* 1938), französischer Automobilrennfahrer
- Jean-Louis Ravelomanantsoa (1943–2016), Leichtathlet
- Bernard Petitbois (* 1954), französischer Sprinter
- Nicole Ramalalanirina (* 1972), französisch-madagassische Hürdenläuferin
- John van Lottum (* 1976), niederländischer Tennisspieler
- Dally Randriantefy (* 1977), Tennisspielerin
- Natacha Randriantefy (* 1978), Tennisspielerin
- Faneva Andriatsima (* 1984), Fußballspieler
- Lalaïna Nomenjanahary (* 1986), Fußballspieler
- Ibrahim Amada (* 1990), Fußballspieler
- Fetra Ratsimiziva (* 1991), Judoka[9]

## Klima
Trotz der Lage in den Tropen befindet sich Antananarivo in der gemäßigten Klimazone, weshalb man zum Teil wegen der hohen Lage auch von kalttropisch spricht. Der Sommer entspricht der Regenzeit, der Winter der Trockenzeit. Bodenfrost im Winter ist zwar selten, aber nicht ungewöhnlich. Tagestemperaturen im Sommer sind selten um die 30 °C und höher.
|                       | Jan   | Feb   | Mär   | Apr  | Mai  | Jun  | Jul  | Aug  | Sep  | Okt  | Nov   | Dez   |   |         |
| Mittl. Tagesmax. (°C) | 27,7  | 25,9  | 25,4  | 24,8 | 22,9 | 20,9 | 20,2 | 20,6 | 23,0 | 25,2 | 26,0  | 25,8  | ⌀ | 24      |
| Mittl. Tagesmin. (°C) | 16,6  | 16,9  | 16,3  | 15,2 | 12,9 | 10,8 | 10,3 | 10,3 | 11,3 | 13,4 | 15,1  | 16,3  | ⌀ | 13,8    |
|                       |       |       |       |      |      |      |      |      |      |      |       |       |   |         |
| Niederschlag (mm)     | 270,4 | 256,9 | 183,1 | 50,5 | 20,1 | 7,2  | 11,1 | 15,0 | 9,5  | 66,6 | 170,8 | 304,1 | Σ | 1.365,3 |
|                       |       |       |       |      |      |      |      |      |      |      |       |       |   |         |
| Sonnenstunden (h/d)   | 6,3   | 6,9   | 6,1   | 7,8  | 7,4  | 6,9  | 7,1  | 7,7  | 8,2  | 8,7  | 7,5   | 7,1   | ⌀ | 7,3     |
|                       |       |       |       |      |      |      |      |      |      |      |       |       |   |         |
| Regentage (d)         | 18    | 17    | 17    | 9    | 6    | 6    | 8    | 9    | 4    | 8    | 14    | 20    | Σ | 136     |
|                       |       |       |       |      |      |      |      |      |      |      |       |       |   |         |
| Luftfeuchtigkeit (%)  | 79    | 79    | 80    | 77   | 75   | 76   | 75   | 73   | 69   | 67   | 72    | 77    | ⌀ | 74,9    |

| 16,6 |

| 16,9 |

| 16,3 |

| 15,2 |

| 12,9 |

| 10,8 |

| 10,3 |

| 10,3 |

| 11,3 |

| 13,4 |

| 15,1 |

| 16,3 |

| 16,6 |

| 16,9 |

| 16,3 |

| 15,2 |

| 12,9 |

| 10,8 |

| 10,3 |

| 10,3 |

| 11,3 |

| 13,4 |

| 15,1 |

| 16,3 |